# Gadomus colletti
Gadomus colletti är en fiskart som beskrevs av Jordan och Gilbert, 1904. Gadomus colletti ingår i släktet Gadomus och familjen skolästfiskar. Inga underarter finns listade i Catalogue of Life.